# Івано-Франківська загальноосвітня школа I-III ступенів № 21
Ліцей N21 Івано-Франківської міської ради розташований у центрі міста Івано-Франківська, Україна.

## Історія ліцею
Івано-Франківська загальноосвітня школа  тридцять літ тому  гостинно відчинила двері для своїх перших учнів, яких того 1987 року було 1568!
Першим директором школи став Дрогомирецький Віктор Васильович, мудрий, досвідчений керівник, майстер своєї справи. 
У 1996 році очолив колектив школи Корчинський Степан Осипович, який гідно продовжив розпочату справу попереднім директором. Школа стала відомою в місті завдяки наполегливій роботі всього педагогічного колективу. Учні займають призові місця на ІІІ та IV етапах  Всеукраїнських олімпіад з різних предметів. Поглиблено учні  вивчають біологію, інформатику, правознавство.
     У 2015 році директором школи стає Чопик Ольга Станіславівна (загальний педагогічний стаж – 41 рік, стаж керівної роботи – 29 років; спеціальність за дипломом – учитель математики, кваліфікаційна категорія – вища, педагогічне звання – учитель-методист). 
     Навчальний заклад займає гідне місце серед інших ЗНЗ міста, входить у 10-ку шкіл за кількість призових місць у Всеукраїнських олімпіадах.
        У 2017 році ЗШ№21 зайняла почесне 12-е місце за підсумками ЗНО-2017 року  серед 34 шкіл міста (дані взяті з інформаційного освітнього ресурсу «Освіта.ua»
З 2020 року школа отримала звання ліцею.
А в червні педагогічний колектив школи очолила Лесюк Олександра Станіславівна.

## Адміністрація навчального закладу
- Лесюк Олександра Станіславівна – директор ліцею, загальний педагогічний стаж – 33 роки, стаж керівної роботи – 20 років; спеціальність за дипломом – учитель української мови і літератури, кваліфікаційна категорія – вища, педагогічне звання – старший учитель.
- Черняєва Оксана Дмитрівна – заступник директора ліцею з виховної роботи, загальний педагогічний стаж – 19 років, стаж керівної роботи – 7 років спеціальність за дипломом – учитель української мови і літератури, кваліфікаційна категорія –  спеціаліст ІІ категорії.
- Бартків Наталія Любомирівна – заступник директора ліцею.

## Факультативи та спецкурси
З метою організації освітнього процесу на задоволення потреб, інтересів, розвиток здібностей учнів з різних предметів у 2017-2018 н.р. організовано факультативи:
- «Християнська етика» (учит. Косюк В.О., Шпирун О.В.);

- «Уроки охорони довкілля» (учит. Гавриляк О.О.);
- «Логічні сторінки математики» (учит. Охонько М.І.);
- «Літературна мозаїка» (учит. Баб’як О.В.);
- «Літературна мозаїка» (учит. Лобач С.О.);
- «Захоплююче програмування» (учит. Тичковська О.Б.);
- «Розв’язування задач» (учит. Шевлюк А.С.);
- «Лексика української мови» (учит. Пахолюк Л.І., Черняєва О.Д.);
- «Розв’язування олімпіадних задач з фізики» (учит. Когутяк Г.В.);
- «Історія міста Івано-Франківська» (учит. Кахно О.Г.);
- «Правовідносини та судочинство Запорізької Січі» (учит. Кахно О.Г.);
- «Захист Вітчизни» (учит. Карпенко С.В.);
- «Економіка» (учит. Шевлюк А.С.);
- «Горомадянська освіта» (учит. Марик М.Б.).

Спецкурси:
- «Основи теорії літератури» (учит. Северин М.І., Боговід М.Г., Лесюк О.С.);
- «Країнознавство» (учит. Овчар В.М.).

Діяльність факультативів дає можливість учням додатково поглибити знання, вміння з предметів, розвивати вміння самостійно здобувати, застосовувати знання, спостерігати й пояснювати природні явища, розвивати творчі задатки.
На таких заняттях педагоги звертають увагу на природні задатки учнів, створюють сприятливі умови для розвитку здібностей, підвищують соціальний статус обдарованої молоді.

## Гуртки
З метою організації цікавого і змістовного дозвілля учнів в ліцеї діють 19 гуртків. Серед них:
- художньо-естетичного профілю – 6:

1. драматичний гурток «Первоцвіт» (керівник Званич Л.О.);
2. літературна студія (керівник Северин М.І.);
3. хор учнів 4-6 кл;
4. вокальний ансамбль дівчат «Любисток»;
5. вокальний ансамбль хлопців «Соколята» (керівник Шрейдер В.І.);
6. ансамбль «Сонечко» (керівник Шрейдер Г.Р.);

- декоративно-ужиткового мистецтва – 2:

1. тістопластика (керівник Бельмега У.С.);
2. різьба по дереву (керівник Головань А.І.);

- туристсько-краєзнавчих – 1:

1. краєзнавчий (керівник Кахно О.Г.);

- спортивних – 2:

1. міні-футбольний (керівник Кохман А.В.);
2. волейбольний (керівник Попович А.Я.);

- інших – 3:

1. господарочка (керівник Гринчук Я.І.);
2. ЮІР (керівник  Ходак Н.М.);
3. «Юні пожежники» (керівник Кахно О.Г.);

- військово-патріотичного спрямування – 5 (керівник Карпенко С.В.).

## Учнівський колектив школи
Кількість класних кімнат – 35
Кількість навчальних кабінетів – 58
Кількість учнів – 1151, з них:
- І ступеня – 44
- ІІ ступеня – 508
- ІІІ ступеня – 91

## Педагогічний склад
Кількість учителів – 80, з них:
- Спеціалісти – 16 чол.
- ІІ категорія – 6 чол.
- І категорія – 8 чол.
- Вища категорія – 50 чол.
- Звання «старший учитель» – 8 чол.
- Звання «вчитель-методист» – 26 чол.